# London After Midnight (banda)
London After Midnight (a veces abreviado "LAM") es una banda de Dark wave y Rock gótico, proyecto musical formado en los 90's por el guitarrista, instrumentalista y compositor Sean Brennan
El proyecto es considerado un acto prominente de la segunda generación del movimiento de rock gótico, muchos críticos le han dado el crédito de revivir la música gótica a principios de los 90's. London After Midnight tiene seguidores alrededor del mundo con la más grande cantidad de fanes de la subcultura gótica. En entrevistas, Sean Brennan ha descrito su música como "artísticamente ilimitante".

## Ideología
Brennan es conocido por su apoyo a los derechos de los animales, al cuidado del medio ambiente y los derechos humanos, está en contra del control de las corporaciones en los medios de comunicación y apoya la política liberal y progresiva. Él anuncia su apoyo en las ventas por Internet en la página oficial de London After Midnight. La mayoría de la música de LAM (London After Midnight) tiene temas personales y emocionales; las letras tienen a veces un tinte mórbido, en canciones como "Your best nightmare", que hace referencia a un cuento de Edward Gorey.
Desde los 90's, LAM se enfocó en temas políticos. Sus primeros álbumes había algunos de estos matices, como en la canción de 1991 "Revenge" que contiene elementos políticos, la pista tiene una introducción de Adolf Hitler. (La canción no simpatiza con el nazismo)
El más reciente material de London After Midnight, tiene un alto nivel de contenido político, con canciones como "Feeling Fascist?", "The pain looks good on you", "America's a fucking disease", entre otras.

## Historia
London After Midnight se formó en Los Ángeles, California en los años 90, y tocaba en varios clubs de la zona. debutando en vivo en la premier de Los Ángeles Gothic Rock Club, Helter Skelter. Durante sus primeras presentaciones, LAM tenía varios miembros no permanentes que se unían a Brennan cuando tocaba en vivo. Tamlyn, un tecladista, fue uno de los primeros miembros recurrentes que tocaba en vivo y lo sigue haciendo.
Estos miembros no crean música para LAM, sin embargo, Tamlyn contribuyó en la pista instrumental llamada "Ice" para 1998 como petición de Brennan.
Después de haber ganado un gran número de fanes con el lanzamiento del demo con su mismo nombre, el proyecto lanzó su álbum debut, "Selected Scenes from the end of the World" en 1992, año en que el bajista, Michael Areklett se unió al proyecto después de retirarse el bajista Rob Podzunas. Como Tamlyn, Micharl Areklett apareció como miembro permanente en el proyecto. En este período, Douglas Avery y William Skye también se unen al proyecto reemplazando al baterista Ian Haas y al guitarrista John Koviak, respectivamente.

## Miembros

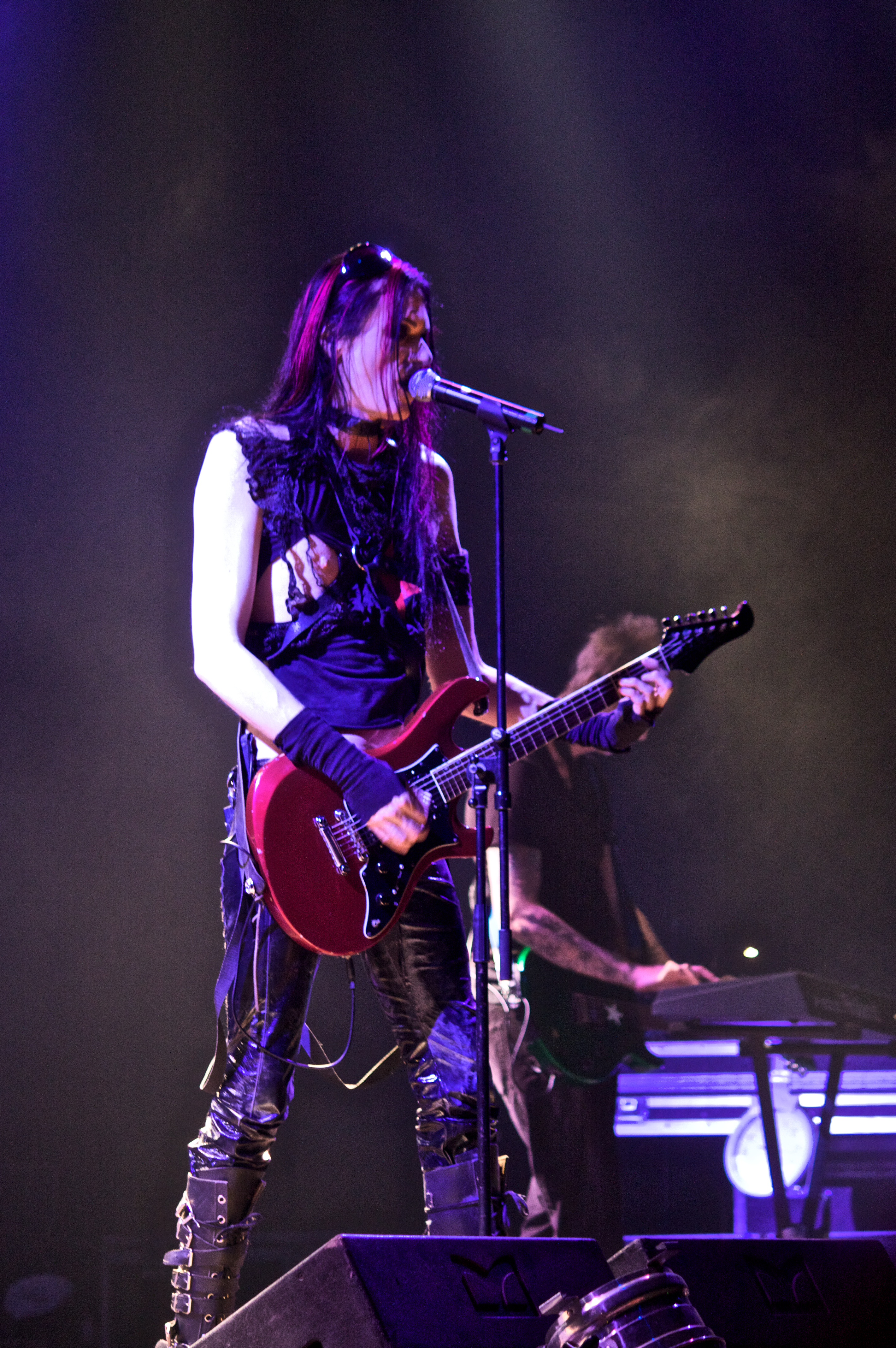
Sean Brennan en 2008

### Miembros actuales
- Sean Brennan - vocales, guitarra, bajo, chelo, violín, programación, batería, teclados (1990-ahora)
- Eddie Hawkins - en vivo guitarra (1990, 2003-ahora)
- Joe S. - batería en vivo (2000-ahora)
- Tamlyn - teclados, samplers en vivo(1990-ahora)
- Randy Mathias - bajo en vivo (2005-ahora)

### Miembros anteriores
- Dave Herman - Bajo (1989)
- Armondo - Cantante (1989)
- John Koviak - Guitarra/bajo en vivo(1990)
- Ian Haas - batería en vivo (1990-1992)
- Douglas Avery - batería en vivo (1992-1998)
- Rob Podzunas - bajo en vivo (1992-1992)
- Michael Areklett - bajo en vivo (1992-2004)
- Jeremy Meza - guitarra en vivo (1992)
- Stacy - guitarra en vivo (1993)
- William Skye - guitarra en vivo (1994-1998)
- Janus - batería (1999)

## Discografía

### Álbumes
- Selected Scenes from the End of the World (1992)
- Psycho Magnet (1996)
- Oddities (1998)
- Violent Acts Of Beauty (2007)

### EP
- Kiss EP (1995)

### Demos
- London After Midnight (1989-90)
- Ruins (1994)

## Videography
- Innocence Lost... (1993), se volvió a lanzar en 1998